# Troufleur
 (août 2016).
Si vous disposez d'ouvrages ou d'articles de référence ou si vous connaissez des sites web de qualité traitant du thème abordé ici, merci de compléter l'article en donnant les références utiles à sa vérifiabilité et en les liant à la section « Notes et références ».
Fromage fermier de caractère, à pâte molle et croute de couleur ocre légèrement fleurie, le Troufleur est produit à partir du lait cru entier de montbéliardes élevées à Thirimont (commune de Waimes) dans la région de la Haute-Ardenne belge.

## Description
Ce pain de fromage doit son nom au récolteur de la tourbe dans les Hautes-Fagnes (en wallon, « Lu troufleu »). En effet, son format est en rapport avec les mensurations des traditionnels blocs de tourbe : 250 × 100 × 30 mm et un poids de +/- 1 250 gr.
Son affinage à la bière de Bellevaux (brasserie artisanale située près de Malmédy) dure deux mois.